# یو اندو
یو اندو (انگلیسی: Yu Endo؛ زادهٔ ۲۹ اکتبر ۱۹۹۷) بازیکن فوتبال اهل ژاپن است.